# San Marino op het Eurovisiesongfestival 2019

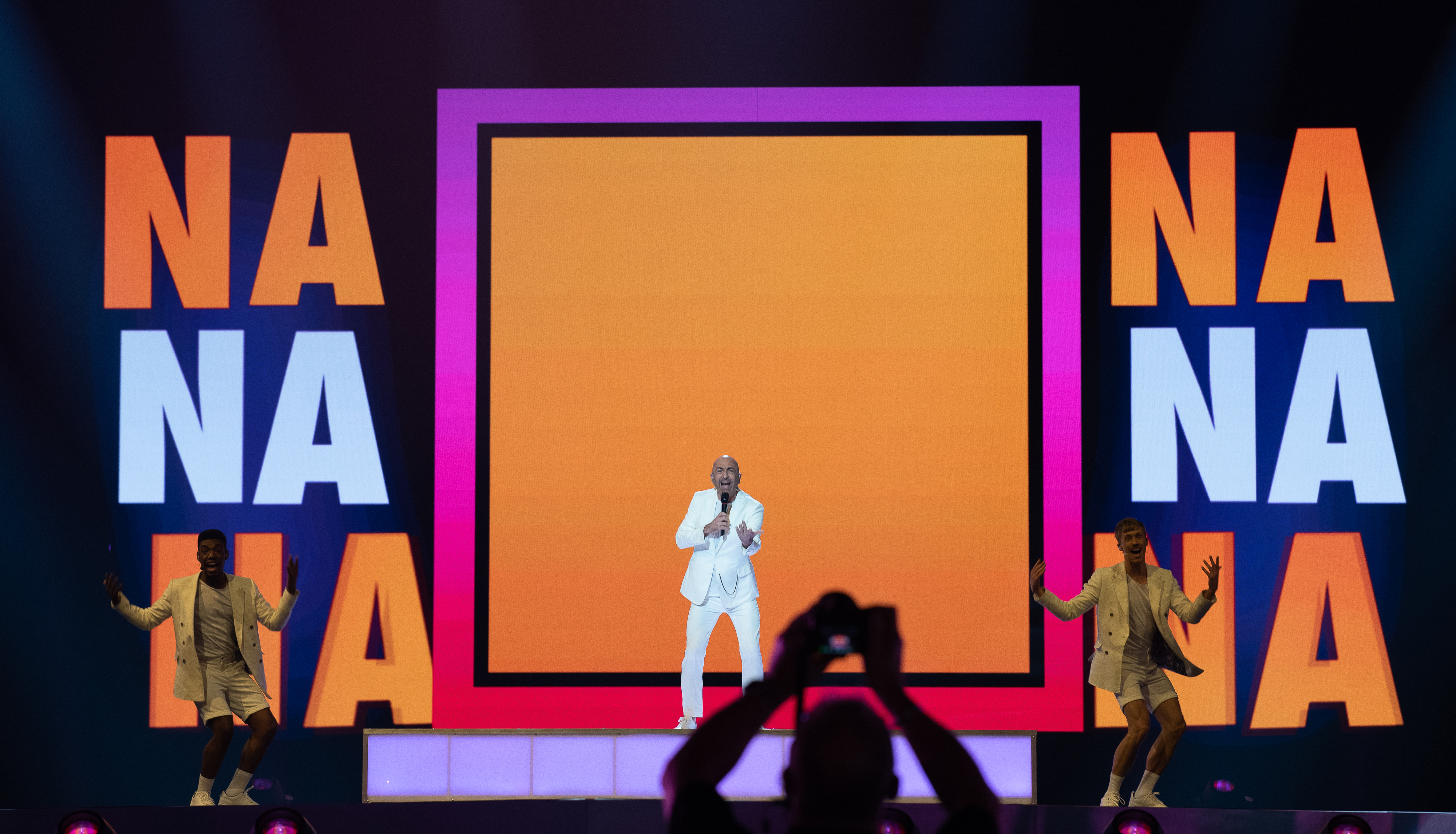
Serhat behaalde de tweede finale plaats voor San Marino op het songfestival.

San Marino nam deel aan het Eurovisiesongfestival 2019 in Tel Aviv, Israël. Het was de tiende deelname van het land aan het Eurovisiesongfestival. SMRTV was verantwoordelijk voor de San Marinese bijdrage voor de editie van 2019.

## Selectieprocedure
Op 6 november 2018 gaf de San Marinese openbare omroep aan deel te nemen aan het Eurovisiesongfestival 2019. Begin januari werd duidelijk dat SMRTV had geopteerd voor een interne selectie. De artiest zou op 21 januari bekendgemaakt worden. Het bleek uiteindelijk om de Turkse zanger Serhat te gaan. Hij vertegenwoordigde San Marino reeds op het Eurovisiesongfestival 2016. In de Zweedse hoofdstad Stockholm werd hij destijds uitgeschakeld in de eerste halve finale. Op 7 maart 2019 werd zijn nummer gepresenteerd. Het kreeg als titel Say na na na. Serhat verklaarde dat hij het nummer in vijf minuten geschreven had. In de peilingen voorafgaand aan het songfestival stond de inzending steevast laag genoteerd. 

## In Tel Aviv
San Marino trad aan in de eerste halve finale, op dinsdag 14 mei 2019. Tijdens het optreden stond Serhat op een klein podium, vergezeld met twee dansers en drie achtergrondzangeressen. Serhat was als achttiende en laatste artiest aan de beurt, net na Katerine Duska uit Griekenland. Hoewel de inzending door de vakjury's werd afgeserveerd, bleek Serhat bij de televoting dermate populair dat San Marino zich tot verbazing van velen alsnog kwalificeerde voor de finale. In de finale trad Serhat als zevende op, na Leonora uit Denemarken en voor Tamara Todevska uit Noord-Macedonië. Hij werd daar negentiende, met 77 punten. Hij kreeg er 65 van de televoters en 12 van de jury's. Hij behaalde het beste resultaat voor San Marino tot nu toe.